# Mae Sai

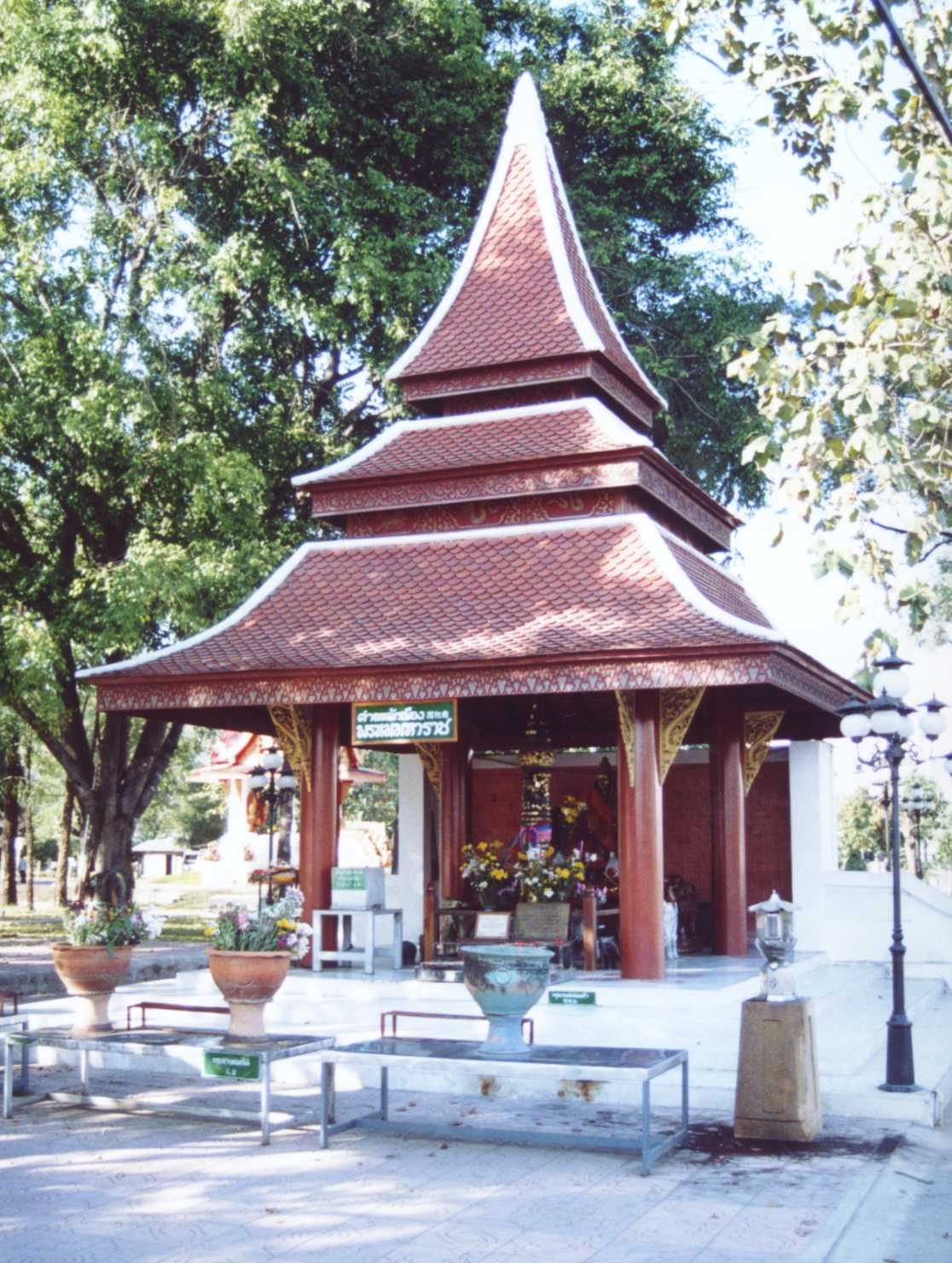
Lak Mueang (geographisches Stadtzentrum) von Mae Sai

Mae Sai (Thai: แม่สาย) ist eine „Kleinstadt“ (Thesaban Tambon) im Landkreis (Amphoe – Verwaltungs-Distrikt) Mae Sai, des nördlichsten Landkreises der Provinz Chiang Rai in der Nordregion von Thailand. 

## Geographie
Mae Sai liegt etwa 62 Kilometer nördlich der Provinzhauptstadt Chiang Rai.
Im westlichen Teil des Distrikts gibt es zahlreiche Berge, von denen der wichtigste der Doi Tung ist. Auf seiner Spitze befindet sich der buddhistische Tempel Wat Phrathat Doi Tung. Touristen nutzen den Grenzübergang häufig, wie auch den in Mae Sot oder Ranong, für eine Verlängerung des Visums.

## Verkehr
Hier befindet sich der Hauptgrenzübertritt von Thailand nach Myanmar, wo der Asian Highway AH2 den Mae Sai (Fluss) zur Stadt Tachilek in Myanmar überquert. Hier endet die Thanon Phahonyothin Straße. Der Busbahnhof, an dem auch die Busse aus Chiang Rai enden, befindet sich knapp 10 km südlich der Grenze. Der Grenzübergang ist mit öffentlichen Verkehrsmitteln erreichbar.

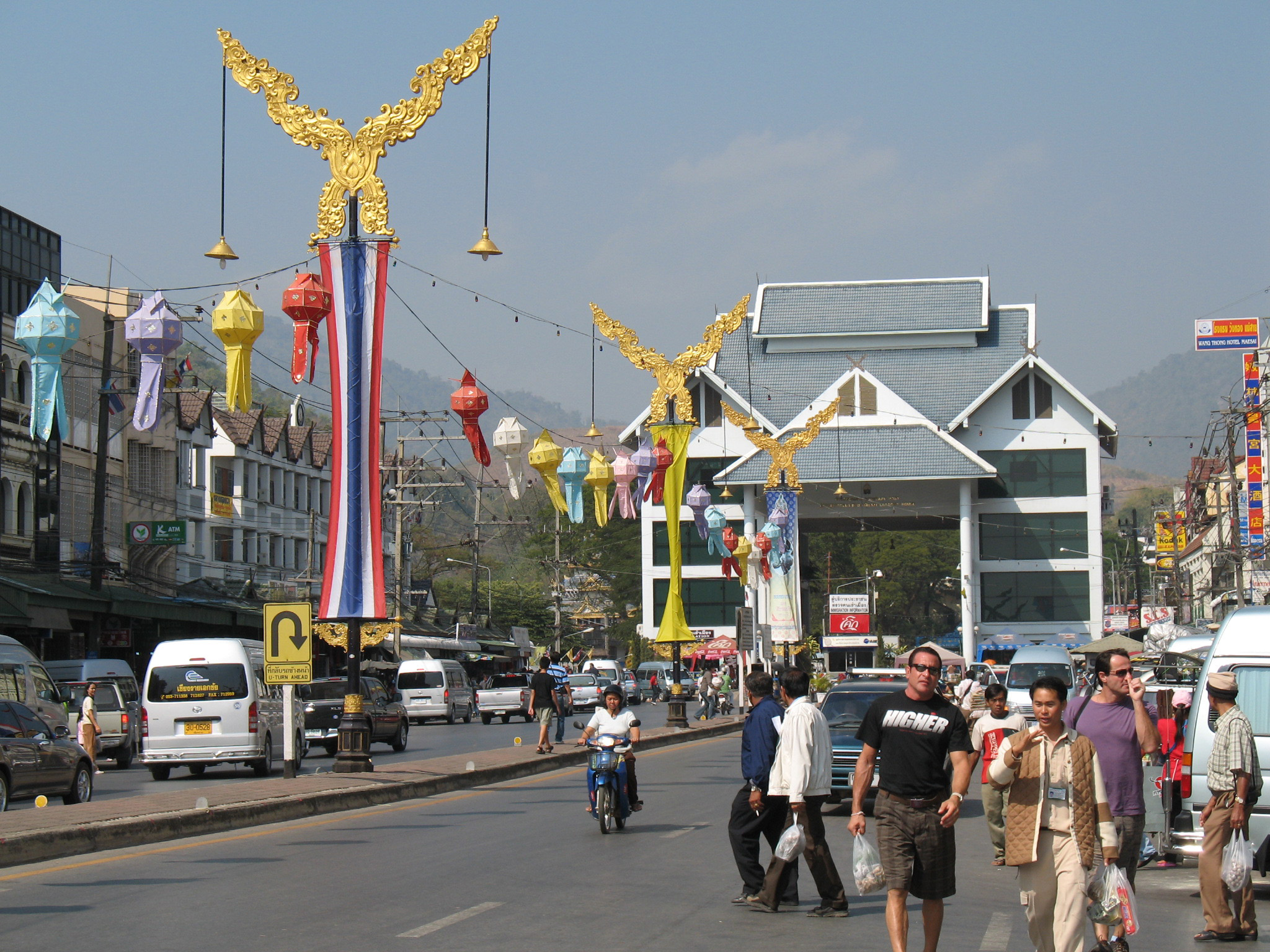
Ende des Thanon Phahonyothin und Grenze nach Myanmar
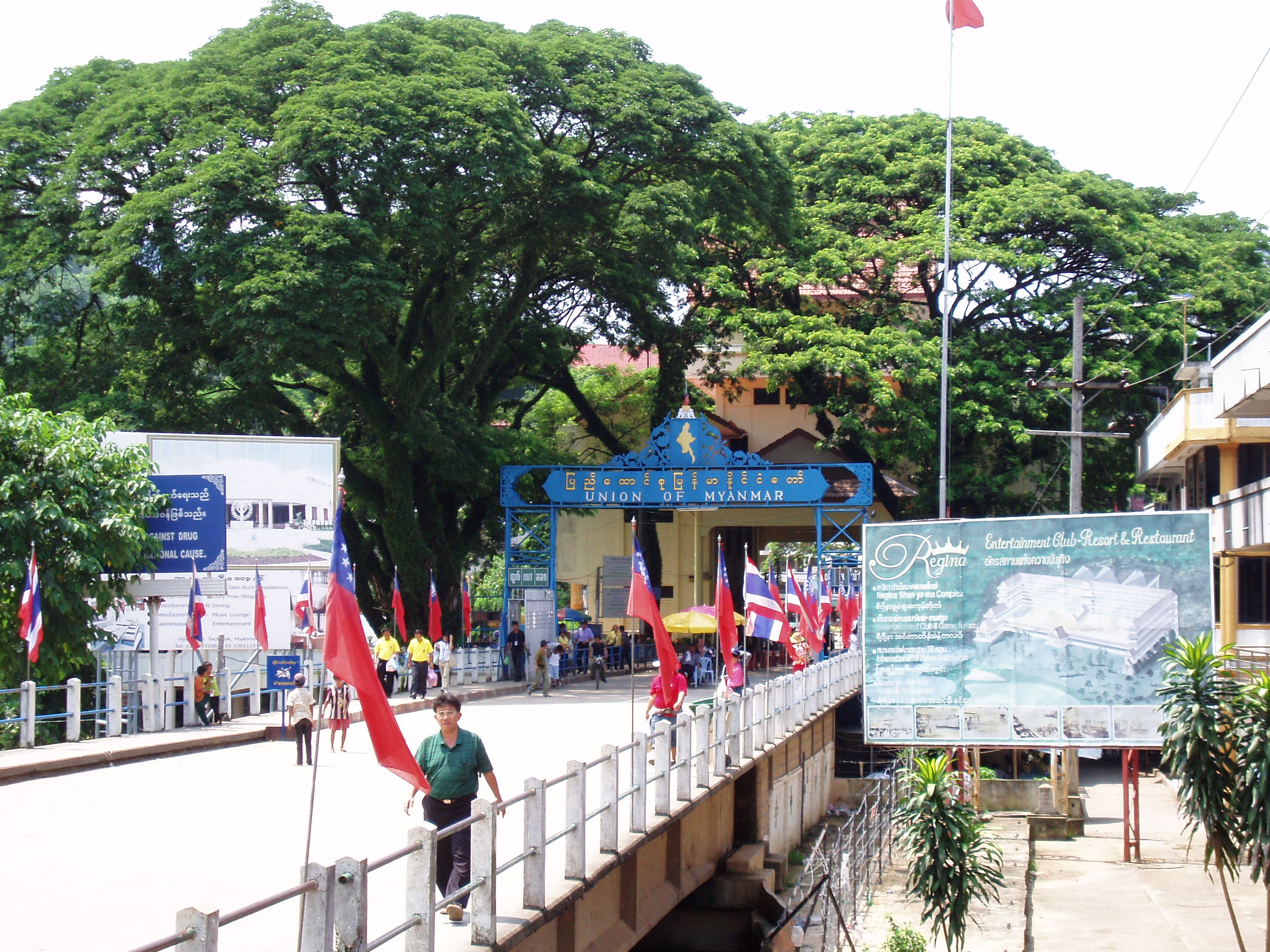
Grenzbrücke nach Myanmar
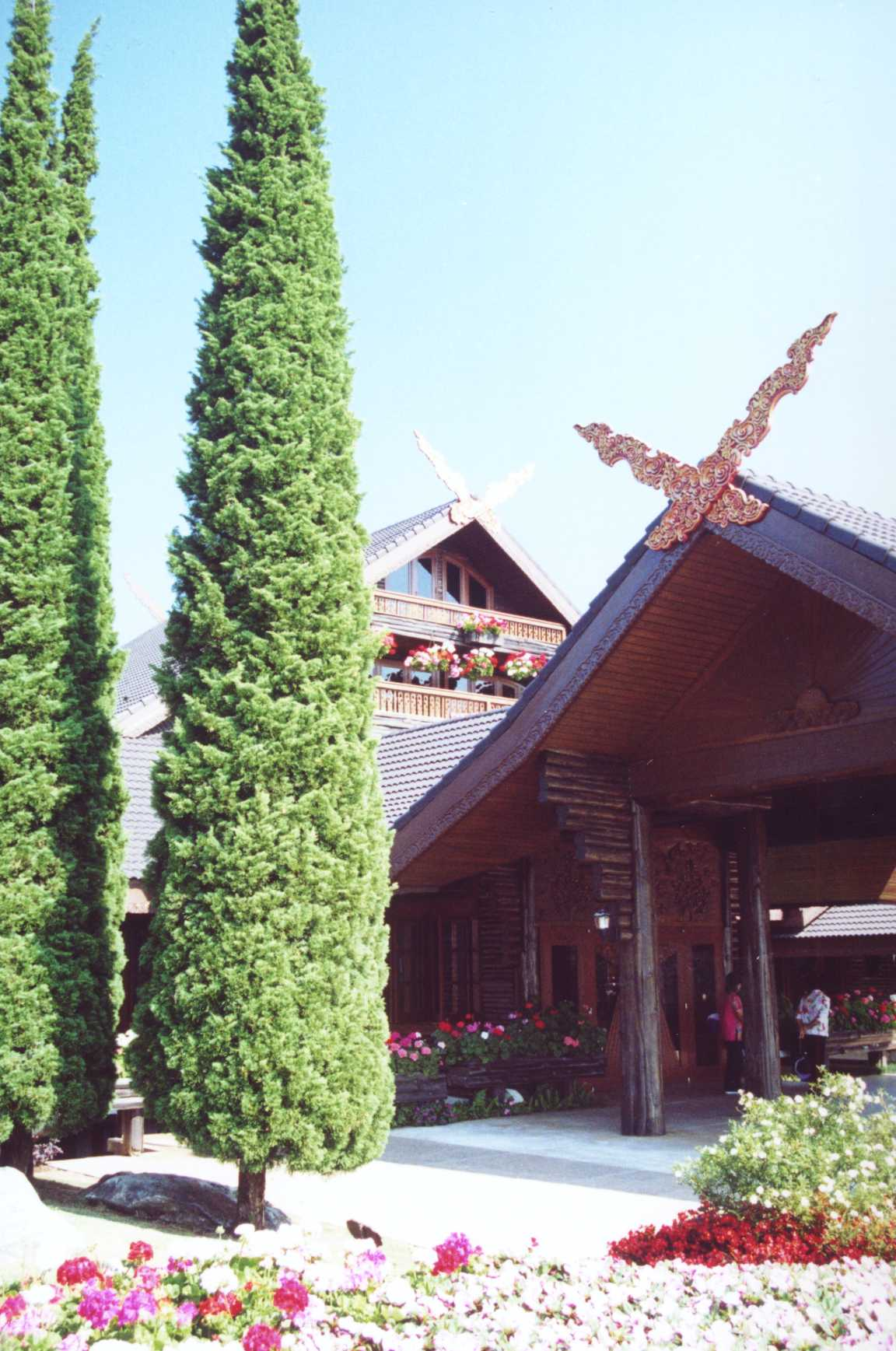
Königliche Villa am Doi Tung